# 富拉斯特恩岩
富拉斯特恩岩（英語：Fullastern Rock），是南極洲的岩石，位於阿德萊德島，處於阿德里亞索拉角西北面13公里的約翰斯頓海峽，現時由南極條約體系管理。